# Visborg Station
Visborg Station i Visborg var en jernbanestation på Aalborg-Hadsund Jernbane (1900-69). Gods og post skulle ekspederes i Hadsund. Stationen er tegnet af arkitekt: P. Poulsen, der ligeledes var arkitekten bag andre stationer langs banen. Stationsbygningen er bevaret og moderniseret på Signalvej 8 og indrettet til bolig.
Stationen havde hovedspor og sidespor. Stationen bestod af tre bygninger.
Banen fik ikke den store betydning for byen og der blev kun bygget få huse nær stationen.